# Ямпільська сільська рада (Пустомитівський район)
Я́мпільська сільська́ ра́да — адміністративно-територіальна одиниця та орган місцевого самоврядування в Пустомитівському районі Львівської області. Адміністративний центр — село Ямпіль.

## Загальні відомості
Ямпільська сільська рада утворена в 1940 році.
- Територія ради: 3,567 км²
- Населення ради: 2 235 осіб (станом на 2001 рік)
- Територією ради протікають річки Полтва, Яричівка

## Населені пункти
Сільській раді підпорядковані населені пункти:
- с. Ямпіль
- с. Кам'янопіль

## Склад ради
Рада складається з 16 депутатів та голови.
- Голова ради: Полігас Леся Михайлівна
- Секретар ради: Грицунь Ігор Ігорович

### Керівний склад попередніх скликань
| Прізвище, ім'я, по батькові | Основні відомості                                                                                              | Дата обрання | Дата звільнення |
| --------------------------- | --- | ------------ | --------------- |
| Цовко Роман Миколайович     | Сільський голова, 1966 року народження, освіта незакінчена вища, член Всеукраїнського об'єднання «Батьківщина» | 26.03.2006   | 31.10.2010      |
| Цовко Роман Миколайович     | Сільський голова, 1966 року народження, освіта незакінчена вища, член Всеукраїнського об'єднання «Батьківщина» | 31.10.2010   |                 |

Примітка: таблиця складена за даними сайту Верховної Ради України

### Депутати
За результатами місцевих виборів 2010 року депутатами ради стали:

#### За суб'єктами висування
| Суб'єкт висування | Кількість обраних депутатів | %   |
| ----------------- | --------------------------- | --- |
| Самовисування     | 16                          | 100 |

#### За округами
| № округу | Прізвище, ім'я, по батькові        | Дата визнання обраним | Освіта             | Партійна приналежність | Відомості про обраного депутата                     |
| -------- | ---------------------------------- | --------------------- | ------------------ | ---------------------- | --------------------------------------------------- |
| 1        | Тушніцька Надія Михайлівна         | 02.11.2010            | вища               | позапартійна           | Ямпільська загальноосвітня школа, вчитель           |
| 2        | Завада Ілерій Павлович             | 02.11.2010            | середня            | позапартійний          | пенсіонер                                           |
| 3        | Бзюх Мирослава Михайлівна          | 02.11.2010            | середня спеціальна | позапартійна           | амбулаторія, медсестра                              |
| 4        | Ковальчук Тарас Володимирович      | 02.11.2010            | вища               | позапартійний          | ТзОВ «Барком», ветлікар                             |
| 5        | Мельник-Лаб'як Марія Володимирівна | 02.11.2010            | вища               | позапартійна           | тимчасово не працює                                 |
| 6        | Кошик Ярослав Йосипович            | 02.11.2010            | середня спеціальна | позапартійний          | ВЧД-1, комірник транспортного цеху                  |
| 7        | Кошик Володимир Йосипович          | 02.11.2010            | середня спеціальна | позапартійний          | приватне підприємство                               |
| 8        | Гнилянський Іван Іванович          | 02.11.2010            | вища               | позапартійний          | ТзОВ «Кран ресурс», завідувач відділу               |
| 9        | Чижук Фелікс Тихонович             | 02.11.2010            | вища               | позапартійний          | ТзОВ «Тополя», заступник                            |
| 10       | Сидір Ігор Мирославович            | 02.11.2010            | вища               | позапартійний          | тимчасово не працює                                 |
| 11       | Поворозник Любов Ярославівна       | 02.11.2010            | вища               | позапартійна           | Амбулаторія, лаборант                               |
| 12       | Паславський Ярослав Йосипович      | 02.11.2010            | вища               | позапартійний          | Львівська електрична мережа, охоронець              |
| 13       | Бугай Остап Юрійович               | 02.11.2010            | вища               | позапартійний          | Львівська митниця, інспектор                        |
| 14       | Шаповал Ірина Іванівна             | 02.11.2010            | вища               | позапартійна           | Ямпільська сільська рада, секретар                  |
| 15       | Гартованець Юрій Юліанович         | 02.11.2010            | вища               | позапартійний          | Новороздільська міська рада, спеціаліст 1 категорії |
| 16       | Мельник Андрій Євгенович           | 02.11.2010            | середня спеціальна | позапартійний          | ПАТ Холдинг комп. «ЕКО-ДІМ», будівельник            |